# Pritano
Un pritano era, ad Atene, ciascuno dei cinquanta membri della bulé, appartenenti a ognuna delle dieci tribù che a turno assumevano la presidenza della stessa bulé.

## Etimologia
Il nome deriva dal greco antico Πρύτανις, a sua volta forse da πρῶτος = primo. Il termine Πρύτανις aveva inizialmente il significato generico di "signore", "padrone", "capo", "ordinatore", ed era attribuito a sovrani, magistrati, uomini illustri (per es. Gerone, tiranno di Siracusa) o divinità (Zeus Pritano, Posidone Pritano, Apollo Pritano, ecc.).

## Composizione
Dopo la riforma di Clistene, ad Atene la boulé era formata da 500 membri ("buleuti") sorteggiati da liste di cittadini scelti dalle dieci tribù. La direzione della boulé era esercitata a turno da dieci sezioni di cinquanta membri ciascuna, detti pritani, per un periodo corrispondente alla decima parte dell'anno ("pritania") in modo che ogni tribù potesse esercitare a turno la pritania secondo l'ordine determinato dal sorteggio.
Non si poteva essere eletti membri del consiglio per più di 2 volte nella vita; ciò significa che ogni cittadino ateniese aveva grandi possibilità di far parte di questo consiglio, prima o poi.

## Vita quotidiana
I pritani risiedevano nella Tholos (altro nome che si dava all'edificio del Pritaneo per la sua forma rotonda, come le tombe omonime), edificio posto nell'Agorà, nelle vicinanze del Bouleuterion.
I pritani condividevano questo edificio, nel quale consumavano anche i loro pasti, con ospiti illustri o con coloro che avevano meritato di essere mantenuti dallo Stato per i loro servigi; un terzo dei pritani, corrispondenti a ciascuna trittia della tribù, doveva rimanere giorno e notte nel pritaneo. I pritani ricevevano un'indennità giornaliera, che ai tempi di Aristotele corrispondeva a una dracma.
Ogni giorno, dai pritani, veniva estratto a sorte l'epistate, il capo dello stato di Atene. Presiedeva infatti le adunanze della bulé e dell'Ecclesia e aveva il compito, fra gli altri, di custodire il sigillo dello Stato, le chiavi del tesoro pubblico; durava in carica solo ventiquattr'ore.

## Attribuzioni
I pritani avevano il potere di:
- convocare la boulé per discutere le Προβούλευμα, le deliberazioni preliminari da sottoporre all'Ecclesia;
- preparare e organizzare le sessioni dell'Ecclesia; in una pritania doveva avere luogo almeno una sessione dell'Ecclesia;
- convocare i cittadini dispersi sul territorio dell'Attica;
- controllare l'accesso alla collina della Pnice, dove si riuniva l'Ecclesia;
- sorvegliare lo svolgimento dei dibattiti dell'Ecclesia;
- conteggiare i suffragi. (Nel IV secolo a.C. quest'ultimo compito è attribuito ai proedri, estratti a sorte dall'epistate dei pritani in ragione di uno per ciascuna delle nove tribù che in quel periodo non reggevano la pritania);
- badare al fuoco sacro della città nel Tholos, la cui fiamma non deve spegnersi mai. La sorveglianza del Tholos era affidata ogni giorno ai membri di una stessa trittia.